# یرواند پامبوکیان
یرواند پامبوکیان (ارمنی: Երուանդ Փամպուքեան؛ زادهٔ اوت ۱۹۳۳) تاریخ‌نگار اهل ارمنستان است.